# Kim Ir Szen-érdemrend
A Kim Ir Szen-érdemrend (koreaiul: 김일성 훈장, Kim Ilszong Hundzsang) a két legnagyobb kitüntetés egyike Észak-Koreában. 1972 márciusában vezették be, és a Szovjetunió Lenin-rendjéhez hasonló a szerepe.